# Dryadaula zygoterma
Dryadaula zygoterma är en fjärilsart som beskrevs av Edward Meyrick 1917. Dryadaula zygoterma ingår i släktet Dryadaula och familjen äkta malar.
Artens utbredningsområde är Colombia. Inga underarter finns listade i Catalogue of Life.